# Вилка (артиллерия)

Вилка

Ви́лка — артиллерийский приём, используемый при пристрелке по дальности, во время которого выполняются два выстрела, один — с перелётом, другой — с недолётом. 
Захват цели в вилку является желаемым результатом пристрелки, после которого можно начинать стрельбу на поражение, используя средние величины между значениями установок для стрельбы для первого и второго выстрелов, если они не слишком различаются. Если вилка слишком большая для перехода к огню на поражение, то вилку начинают «половинить» (уменьшать в 2 раза при каждой смене знака перелёта), до тех пор, пока не будет достигнута достаточная точность.